# Джеффри II Плантагенет
Джеффри II Плантагенет (Жоффруа, Джауфре, Джоффри, Жоффрей, Готфрид; 23 сентября 1158 — 19 августа 1186) — герцог Бретани в 1181—1186 годах, сын короля Англии Генриха II и Алеоноры Аквитанской.

## Биография
Был провозглашён герцогом Бретани, завоёванной его отцом, в 1169 году. В этом же году принёс вассальную присягу своему брату Генриху как герцогу Нормандскому, когда тот в свою очередь приносил присягу королю Франции. Для легитимизации титула был обручён с дочерью герцога Конана IV. Под именем Готфрид II герцог Бретани и граф Ричмонд в 1181—1186 годах по праву своей жены (de iure uxoris). Имел прозвище Рыжий, данное Бертраном де Борн, виконтом Аутофор. Писал стихи и покровительствовал трубадурам при своем дворе в Ренне.
В 1173—1174 годах вместе со своей матерью и братьями Генрихом Молодым и Ричардом (будущим королём Ричардом I Львиное Сердце) восстал против Генриха II, но потерпел поражение.
По наиболее распространённой версии, 19 августа 1186 года он погиб на рыцарском турнире в Париже. Был похоронен в соборе Парижской Богоматери.

## Семья и дети
Жена: (с 1181) Констанция де Пентьевр (ок. 1162—1201), герцогиня Бретани, графиня Ричмонд, имели детей:
- Элеонора (1184—1241)
- Матильда (1185)
- Артур I (1187—1203), герцог Бретани; носил титул графа Ричмонда при жизни матери, после для него было восстановлено графство Ричмонд английской короной.